# Justin Britt
Justin Britt (Lebanon, 29 maggio 1991) è un giocatore di football americano statunitense che gioca nel ruolo di offensive guard per gli Houston Texans della National Football League (NFL). Fu scelto nel corso del secondo giro (64º assoluto) del Draft NFL 2014. Al college ha giocato a football all'Università del Missouri.

## Carriera

### Seattle Seahawks
Britt fu scelto nel corso del secondo giro del Draft 2014 dai Seattle Seahawks. Debuttò come professionista partendo come titolare nella gara della settimana 1 vinta contro i Green Bay Packers. La sua stagione regolare si concluse disputando tutte le 16 partite come partente. Scese in campo come titolare anche nel divisional round dei playoff contro i Carolina Panthers, mentre nella finale della NFC vinta contro i Packers fu costretto a rimanere fuori a causa di un infortunio.
Dopo delle prestazioni negative come offensive tackle nella pre-stagione 2015, a Britt fu chiesto di spostarsi nel ruolo di guardia. Dopo avere inizialmente faticato nella transizione verso il nuovo ruolo, le sue prestazioni migliorarono nella seconda parte della stagione, chiusa ancora disputando tutte le 16 gare come titolare.
Il 17 agosto 2017, Britt firmò un rinnovo triennale del valore di 27 milioni di dollari con i Seahawks.
Nell'ottavo turno del 2019 contro gli Atlanta Falcons, Britt si ruppe il legamento crociato anteriore, venendo costretto a chiudere la sua stagione. L'annata successiva la passò come free agent fuori dalla NFL.

### Houston Texans
L'8 marzo 2021 Britt firmò con gli Houston Texans.

## Palmarès

### Franchigia
- National Football Conference Championship: 1

Seattle Seahawks: 2014